# Kenshi (videojuego)
Kenshi  es un videojuego de rol desarrollado y publicado por Lo-Fi Games para Windows. Es un juego de temática sandbox que se caracteriza por otorgar al jugador la libertad de hacer lo que quiera. Inicialmente el videojuego fue desarrollado durante 12 años por una única persona, Chris Hunt. Este juego fue publicado el 6 de diciembre de 2018.
Kenshi tiene lugar en un mundo posapocalíptico y permite al jugador actuar como quiera, pudiendo ser ladrón, asesino, guerrero, comerciante entre otras muchas opciones. Este juego ha recibido muchos comentarios y críticas positivas sobre todo destacando su profundidad y dificultad.

## Jugabilidad
Kenshi es un videojuego de rol de mundo abierto con estrategias a tiempo real y con eventos que no tienen una secuencia argumentativa lineal. El juego se desarrolla en un mundo sword-punk posapocalíptico de fantasía donde es increíblemente difícil sobrevivir. Cuando se inicia el juego el jugador tiene todas las estadísticas bajas, tanto de fuerza como destreza. Habilidades que se van desarrollando muy poco a poco a lo largo del juego, a la vez que se enfrenta con personajes y criaturas con estadísticas elevadas. El jugador puede reclutar diversos personajes de todas las razas para formar su escuadrón. En el sistema de batalla del juego, los daños sufridos en las escaramuzas pueden perdurar a lo largo del juego, en algunos casos se pueden perder extremidades. Kenshi dispone de muchas ubicaciones de NPCs, ciudades de gran envergadura con múltiples edificios y personajes. Además incluye un sistema de facciones en el cual la muerte de ciertos personajes como nobles o líderes afecta a la distribución de las facciones en el juego. No todas las zonas de Kenshi son iguales, ciertas áreas tienen climatologías específicas, como tormentas de arena, lluvia ácida, gas, niebla, etc. Además las características del suelo también son distintas, haciendo que haya cultivos que no pueda ser aptos en algunos terrenos. Dado que el jugador puede construir su propia base, estos factores son importantes a la hora de determinar el lugar idóneo. 

## Desarrollo
Kenshi es un juego independiente desarrollado principalmente por Chris Hunt, quien empezó a desarrollarlo entre 2006 y 2008. Hunt estuvo trabajando a tiempo parcial como guardia de seguridad para llegar a fin de mes durante los primeros años de desarrollo del juego. Después de cinco años trabajando a tiempo parcial como vigilante y desarrollando el juego en sus ratos libres, publicó una Ciclo de vida del lanzamiento de software#Alfa del juego y tuvo tan buena recepción que le fue posible dejar su trabajo para dedicarse exclusivamente al desarrollo del mismo. Trabajó por su cuenta en el juego hasta 2013, cuando fue capaz de contratar un equipo pequeño para trabajar en su proyecto. Hunt ha descrito el entorno del juego como un sword-punk y admite que está específicamente inspirado en los rōnin.
A la hora de desarrollar el juego, Hunt se definió a sí mismo como el principal enemigo de los jugadores, creando adrede un juego difícil, con un mapa de 870 km² lleno de áreas peligrosas en las que hay recompensas considerables pero muy complicadas y arriesgadas de obtener. También insistió en el diseño de áreas específicas para cada facción del juego, áreas que fueran únicas a nivel de diseño que definieran cada facción. Además de crear un sistema de castas y facciones que tuvieran ideologías racistas contra otras razas e incluso misóginas, dificultando así ciertas interacciones con algunos NPCs en función del sexo y la raza.
Se lanzó un acceso anticipado del juego en 2013, y la versión oficial estuvo disponible antes de su liberación oficial, el 6 de diciembre de 2018.

## Recepción
Kenshi recibió críticas generalmente favorables, según Metacritic. PC Gamer  Robert Zak alabó los alcance y medidas gigantes del juego, pero criticó que el juego podría ser a veces "grindy" y que la interfaz de usuario era un poco tosca. Rock, Paper, Shotgun  notó la profundidad del juego y lo valoró positivamente, comparándolo con el Dwarf Fortress.

## Secuela
El marzo de 2019  se anunció que habría un precuela del juego, Kenshi 2, diseñado con el motor gráfico Unreal Engine.